# 53e cérémonie des Tony Awards
La 53e cérémonie des Tony Awards a eu lieu le 6 juin 1999 au Gershwin Theatre de New York et fut retransmise sur CBS. La remise des dix premiers prix a été également été retransmise à la télévision sur PBS. La cérémonie récompensait les productions de Broadway en cours pendant la saison 1998-1999.

## Cérémonie

### Prestations
Le numéro d'ouverture fut "There's No Business Like Show Business", chanté par Bernadette Peters et Tom Wopat.
Au cours de la soirée, les troupes de comédies musicales se sont produites comme celle de The Civil War représentée par Lawrence Clayton et la troupe qui interprétèrent "Freedom's Child", Cathy Rigby et les enfants représentèrent la comédie musicale Peter Pan avec le titre « I'm Flying ». La comédie musicale Parade fut quant à elle représentée par Carolee Carmello, Brent Carver et la troupe avec les titres "This Is Not Over Yet"/"The Old Red Hills of Home". Lors de la soirée les chansons « My New Philosophy » et « Happiness » extraites de You're a Good Man, Charlie Brown furent interprétées par Kristin Chenoweth et Anthony Rapp. La compagnie de Fosse interpréta "Sing Sing Sing" ; celle de Little Me "Boom Boom" et celle d'Annie Get Your Gun dont Tom Wopat et Bernadette Peters, un medley avec "I Got the Sun in the Morning", "Hoedown" et"Old-Fashioned Wedding".

## Palmarès
| Meilleure pièce | Meilleure comédie musicale |
| --- | --- |
| - Side Man – Warren Leight - Closer – Patrick Marber - The Lonesome West – Martin McDonagh - Not About Nightingales – Tennessee Williams | - Fosse - The Civil War - It Ain't Nothin' But the Blues - Parade |
| Meilleure reprise d'une pièce | Meilleure reprise d'une comédie musicale |
| - Mort d'un commis voyageur - Électre - The Iceman Cometh - La Nuit des rois | - Annie Get Your Gun - Little Me - Peter Pan - You're a Good Man, Charlie Brown |
| Meilleur acteur dans une pièce | Meilleure actrice dans une pièce |
| - Brian Dennehy – Mort d'un commis voyageur dans le rôle de Willy Loman - Brían F. O'Byrne – The Lonesome West dans le rôle de Valene Connor - Corin Redgrave – Not About Nightingales dans le rôle de Bert "Boss" Whalen - Kevin Spacey – The Iceman Cometh dans le rôle de Theodore Hickman | - Judi Dench – Amy's View dans le rôle d'Esme Allen - Stockard Channing – The Lion in Winter dans le rôle d'Eleanor of Aquitaine - Marian Seldes – Ring Round the Moon dans le rôle de Madame Desmermortes - Zoë Wanamaker – Électre dans le rôle d'Électre                                                   |
| Meilleur acteur dans une comédie musicale | Meilleure actrice dans une comédie musicale |
| - Martin Short – Little Me dans le rôle de Noble Eggleston et plusieurs personnages - Brent Carver – Parade dans le rôle de Leo Frank - Adam Cooper – Swan Lake dans le rôle de The Swan - Tom Wopat – Annie Get Your Gun dans le rôle de Frank Butler                                        | - Bernadette Peters – Annie Get Your Gun dans le rôle d'Annie Oakley - Carolee Carmello – Parade dans le rôle de Lucille Frank - Dee Hoty – Footloose dans le rôle de Vi Moore - Siân Phillips – Marlene dans le rôle de Marlene Dietrich                                                                     |
| Meilleur acteur de second rôle dans une pièce | Meilleure actrice de second rôle dans une pièce |
| - Frank Wood – Side Man dans le rôle de Gene - Kevin Anderson – Mort d'un commis voyageur dans le rôle de Biff - Finbar Lynch – Not About Nightingales dans le rôle de Jim Allison - Howard Witt – Mort d'un commis voyageur dans le rôle de Charley                                          | - Elizabeth Franz – Mort d'un commis voyageur dans le rôle de Linda - Claire Bloom – Électre dans le rôle de Clytemnestra - Samantha Bond – Amy's View dans le rôle d'Amy Thomas - Dawn Bradfield – The Lonesome West dans le rôle de Girleen Kelleher                                                        |
| Meilleur acteur de second rôle dans une comédie musicale | Meilleure actrice de second rôle dans une comédie musicale |
| - Roger Bart – You're a Good Man, Charlie Brown dans le rôle de Snoopy - Desmond Richardson – Fosse dans le rôle de plusieurs personnages - Ron Taylor – It Ain't Nothin' But the Blues dans le rôle de plusieurs personnages - Scott Wise – Fosse dans le rôle de plusieurs personnages      | - Kristin Chenoweth – You're a Good Man, Charlie Brown dans le rôle de Sally Brown - Gretha Boston – It Ain't Nothin' But the Blues dans le rôle de plusieurs personnages - Valarie Pettiford – Fosse dans le rôle de plusieurs personnages - Mary Testa – On the Town dans le rôle de Madame Maude P. Dilly  |
| Meilleur livret de comédie musicale | Meilleure partition originale |
| - Alfred Uhry – Parade - Charles Bevel, Lita Gaithers, Randal Myler, Ron Taylor et Dan Wheetman – It Ain't Nothin' But the Blues - Pam Gems – Marlene - Dean Pitchford et Walter Bobbie – Footloose                                                                                           | - Parade – Jason Robert Brown (musique et paroles) - Footloose – Tom Snow (musique), Dean Pitchford (paroles), Kenny Loggins, Eric Carmen, Sammy Hagar et Jim Steinman (musique et paroles) - The Civil War – Frank Wildhorn (musique) et Jack Murphy (paroles) - La Nuit des rois – Jeanine Tesori (musique) |
| Meilleurs décors | Meilleurs costumes |
| - Richard Hoover – Not About Nightingales - Bob Crowley – The Iceman Cometh - Bob Crowley – La Nuit des rois - Ricardo Hernandez – Parade | - Lez Brotherston – Swan Lake - Santo Loquasto – Fosse - John David Ridge – Ring Round the Moon - Catherine Zuber – La Nuit des rois |
| Meilleures lumières | Meilleure orchestration |
| - Andrew Bridge – Fosse - Mark Henderson – The Iceman Cometh - Natasha Katz – La Nuit des rois - Chris Parry – Not About Nightingales | - Ralph Burns et Douglas Besterman – Fosse - David Cullen – Swan Lake - Don Sebesky – Parade - Harold Wheeler – Little Me |
| Meilleure mise en scène pour une pièce | Meilleure mise en scène pour une comédie musicale |
| - Robert Falls – Mort d'un commis voyageur - Howard Davies – The Iceman Cometh - Garry Hynes – The Lonesome West - Trevor Nunn – Not About Nightingales | - Matthew Bourne – Swan Lake - Richard Maltby, Jr. et Ann Reinking – Fosse - Michael Mayer – You're a Good Man, Charlie Brown - Harold Prince – Parade |
| Meilleure chorégraphie | |
| - Matthew Bourne – Swan Lake - Patricia Birch – Parade - Rob Marshall – Little Me - A. C. Ciulla – Footloose | |

## Autres récompenses
Le prix Special Tony Award for Lifetime Achievement a été décerné à Isabelle Stevenson, Uta Hagen et à Arthur Miller, le Special Tony Award For a Live Theatrical Presentation à Fool Moon et le Regional Theatre Tony Award a été décerné à la Crossroads Theatre Company (New Jersey).